# Lake McMurray
Lake McMurray és una concentració de població designada pel cens dels Estats Units a l'estat de Washington. Segons el cens del 2000 tenia 200 habitants.

## Demografia
Segons el cens del 2000, Lake McMurray tenia 200 habitants, 83 habitatges, i 62 famílies. La densitat de població era de 94,2 habitants per km².
Dels 83 habitatges en un 31,3% hi vivien nens de menys de 18 anys, en un 65,1% hi vivien parelles casades, en un 4,8% dones solteres, i en un 25,3% no eren unitats familiars. En el 22,9% dels habitatges hi vivien persones soles el 12% de les quals corresponia a persones de 65 anys o més que vivien soles. El nombre mitjà de persones vivint en cada habitatge era de 2,41 i el nombre mitjà de persones que vivien en cada família era de 2,79.
Per edats la població es repartia de la següent manera: un 20,5% tenia menys de 18 anys, un 5,5% entre 18 i 24, un 24,5% entre 25 i 44, un 33,5% de 45 a 60 i un 16% 65 anys o més.
L'edat mediana era de 44 anys. Per cada 100 dones de 18 o més anys hi havia 114,9 homes.
La renda mediana per habitatge era de 65.536 $ i la renda mediana per família de 62.083 $. Els homes tenien una renda mediana de 36.071 $ mentre que les dones 39.375 $. La renda per capita de la població era de 29.051 $. Cap de les famílies estaven per davall del llindar de pobresa.

## Poblacions més properes
El següent diagrama mostra les poblacions més properes.